# Mała Brytania w Ameryce
Mała Brytania w Ameryce (ang. Little Britain USA, 2008) – sześcioodcinkowy amerykański serial komediowy wyprodukowany wspólnie przez BBC i HBO. Nadawany był przez amerykański kanał HBO od 28 września do 2 listopada 2008 roku. W Polsce premiera serialu odbyła się 22 grudnia 2008 roku na kanale HBO Comedy.

## Opis serialu
Akcja serii brytyjskiego serialu zawierającego inteligentny i absurdalny dowcip rozgrywa się w Ameryce, kraju, którego prezydent wierzy w pokojowe współistnienie ludzi i ryb.
Każdy odcinek składa się z krótkich skeczy, tryskających humorem jak z Monty Pythona, a obok Daffyda, Sebastiana, Marjorie i Vicky, pojawiają się nowe postacie, m.in.: Mark i Tom, kumple z siłowni, w której trenują nie tylko podnoszenie ciężarów, ale między jedną a drugą rozmową na temat zarywania lasek i uprawiania seksu, relaksują się... depilując sobie nawzajem okolice bikini.

## Bohaterowie
- Marjorie Dawes
- Bubbles DeVere
- Vicky Pollard
- Daffyd Thomas
- Sebastian Love
- Carol Beer
- Lou i Andy
- Harvey Pincher
- Emily Howard
- Linda Flint